# Middle Creek (California)
Middle Creek è un importante affluente del Cerrito Creek ad Albany, in California.

## Geografia
Il torrente inizia alla confluenza di Blackberry Creek e Capistrano Creek, sul confine occidentale del quartiere di Thousand Oaks a Berkeley. Scorre verso ovest, sia fuori terra che attraverso canali sotterranei, prima di scaricarsi nel Cerrito Creek a Creekside Park, sul lato nord di Albany Hill, vicino alla baia di San Francisco.
È curato dagli Amici dei Cinque Creeks, un'organizzazione comunitaria.